# Alvania carinata
Alvania carinata är en snäckart som beskrevs av Mighels och Adams 1842. Alvania carinata ingår i släktet Alvania och familjen Rissoidae. Inga underarter finns listade i Catalogue of Life.